# Rútulos
Os rútulos (do latim rutuli) eram um povo itálico antigo, que descendia dos úmbrios e dos pelasgos. Seu território, a aproximadamente 32 quilômetros a sudeste de Roma, tinha como capital Árdea.
Na Eneida de Virgílio, os rútulos são liderados por Turno, jovem príncipe a quem Latino, rei dos latinos, prometeu a mão de sua filha, Lavínia, em casamento. Porém, com a chegada à Itália dos troianos, o rei desfez a promessa e concedeu a filha a Eneias, devido a instruções que recebeu de seu pai, o deus Fauno, num oráculo,  para que casasse sua filha com um estrangeiro. Turno liderou seu povo numa batalha contra seu rival, que veio a perder, assim como sua noiva.
No século VI a.C., o rei romano Tarquínio, o Soberbo assediou e conquistou Árdea e os rútulos, assim como outros povos itálicos, que desapareceram com a formação da República de Roma.